# 迪高·伊利
迪高·伊利·莫雷拉（Diego Eli Moreira ，1988年9月4日—），生於巴西聖安東尼奧-達普拉蒂納，巴西裔香港足球運動員，司職防守中場，現時效力香港超級聯賽球隊九龍城。

## 球員生涯
迪高生於巴西聖安東尼奧-達普拉蒂納，2012年9月由巴西同胞比圖引薦來香港，加盟香港甲組足球聯賽球隊屯門，2012年9月1日，他於屯門以0–0賽和公民的聯賽首次為球隊上陣。2012年10月30日，屯門會長陳強因涉嫌賄選被調查宣布辭職，屯門宣布即時解僱十名高薪職球員，而迪高與其餘三名巴西外援經考慮後決定願意減薪留隊。
2013年9月，迪高加盟香港甲組足球聯賽球隊東方，於2013年9月1日以2–1擊敗屯門的聯賽首次為球隊上陣。2015年10月17日，迪高於作客以2–1擊敗冠忠南區的聯賽取得當季的首個入球。2016年4月22日，迪高協助東方以2–1擊敗南華，繼1994至95年後再於頂級聯賽稱霸，並取得來香港後首個聯賽冠軍。
在2016年5月19日舉行的香港足球明星選舉，其中迪高獲選為由球員互選的球員之星，並入選最佳11人，取得來香港後首個個人榮譽。2016年11月2日，迪高於東方龍獅以6–2擊敗標準灝天的聯賽取得當季的首個入球。2017年1月23日，東方龍獅宣佈迪高入選球隊出戰亞冠盃分組賽的外援名單，最終首次參賽的東方龍獅僅得1和5負的成綪，季尾迪高再次入選香港足球明星選舉的最佳十一人。
2017年12月25日，迪高於高級組銀牌四強以1–0擊敗冠忠南區後指控南區球員加拉度於上半場的18分鐘懷疑用針刺中他的腰部，而迪高被刺中後即時已將尖物交到球證處理，同時其屬會東方已入信要求足總處理。2018年1月9日，他繼續入選東方出戰亞冠盃次圈外圍賽及附加賽的四名註冊外援名單。
2019/20球季，他協助東方龍獅奪得香港足總盃與香港高級組銀牌冠軍。
2020/21球季，2021年3月10日，在東方龍獅對傑志的港超聯比賽中，84分鐘，迪高中場飛鏟威靈臣·迪蘇沙，被球證判罰黃牌，「兩黃一紅」下被趕出場。
2021年6月，迪高加盟香港超級足球聯賽球隊理文。2022年10月29日，在理文對傑志的港超聯比賽中，攻入加盟理文以來的首個入球。
2024年7月，迪高加盟九龍城。

## 國際賽生涯
2019年12月22日，迪高正式取得香港特區護照，獲得代表香港隊的資格。
2021年6月3日，迪高於伊朗對香港的世界盃外圍賽首次替香港隊上陣。

## 個人生活
2017年6月，迪高與未婚妻在球季結束回巴西度假時，探望6個月大時被確診患有非常罕見的脊髓性肌肉萎縮症的3歲小朋友Lucca，除了運動神經退化造成肌肉無力，無法如常活動外，還會影響呼吸，需要儀器協助，嚴重的甚至會進一步危及生命，Lucca來自巴西貧困家庭，其病需要一種美國特效藥協助治療，而當中涉及龐大醫藥費，雖然抗病過程十分嚴峻，但Lucca和其家人從來都並沒有放棄，不少巴西人知道Lucca病情和困境亦紛紛伸出援手，而迪高亦不例外除了捐錢協助治療外，更特別送上東方龍獅的3號球衣，希望他康復長大後能在球場上自由奔馳享受足球樂，而迪高更獲得家鄉聖安東尼奧-達普拉蒂納市政府頒發榮譽市民勳章，以表揚他的足球成就。

## 榮譽
理文
- 香港超級聯賽冠軍（2023–24季度）

東方龍獅
- 香港超級聯賽冠軍（2015–16季度）
- 香港高級組銀牌冠軍（2014–15、2015–16、2019–20季度）
- 香港足總盃冠軍（2013–14、2019–20季度）
- 香港社區盃冠軍（2016年）
- 香港菁英盃冠軍（2020–21季度）
- 香港高級組銀牌亞軍（2017–18季度）

個人
- 香港足球明星選舉 球員之星（2015–16季度）
- 香港足球明星選舉 最佳十一人（2015–16、2016–17季度）

## 外部連結
- 香港足球總會網頁球員註冊資料 （页面存档备份，存于）
- Sambafoot （页面存档备份，存于） - Diego Eli （页面存档备份，存于）（葡萄牙文）